# Robert Clark Jones
Pour les articles homonymes, voir Robert Jones (homonymie) et Jones.
Robert Clark Jones (30 juin 1916 à Toledo, Ohio, États-Unis - 26 avril 2004) est un physicien américain spécialisé dans le domaine de l’optique.
Jones suit ses études à l’Université Harvard où il obtient son PhD en 1941. Il travaille aux laboratoires Bell jusqu’en 1944, puis jusqu’en 1982 pour Polaroid.
Il est surtout connu pour avoir développé le formalisme de Jones.